# Lupinus collinus
Lupinus collinus là một loài thực vật có hoa trong họ Đậu. Loài này được (Greene) A. Heller miêu tả khoa học đầu tiên năm 1907.